# 마르셀 헨세마

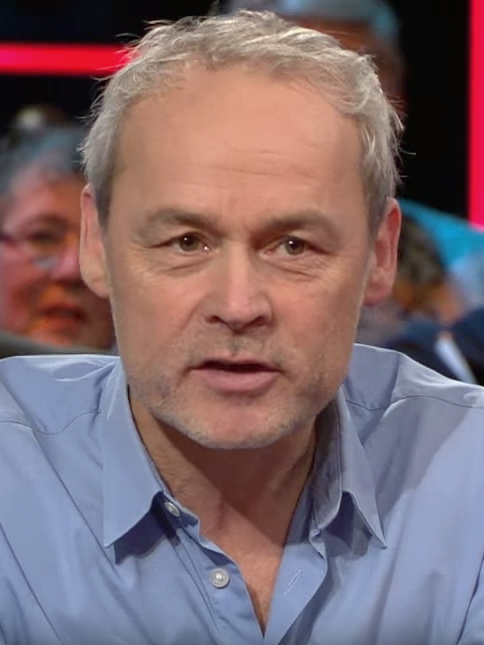

마르셀 헨세마(Marcel Hensema, 1970년 10월 25일 ~ )는 네덜란드 왕국의 배우, 무대 연출가, 텔레비전 감독, 영화 감독이다.

## 영화
- 도쿄 트라이얼 (2017년)
- 실크 로드 (2017년)
- 컨트롤 (2017년)
- 인 마이 파더스 가든 (2016년)
- 피와 땀과 눈물 (2015년)
- 페어웰 투 더 문 (2014년)
- 엔젤 오브 데스 - 반리우벤스 세컨드 케이스 (2013년)
- 닉 (2012년) - 윔 역
- 하이네켄 유괴사건 (2011년)
- 소니 보이 (2011년)
- 포엑시아 데 미니헥스 (2010년)
- 더 해피 하우스와이프 (2010년)
- 시몬 (2004년)
- 아렌츠 (1997년)